# Тарговіськ
Тарговіськ (пол. Targowisk) — село в Польщі, у гміні Гродзиськ Сім'ятицького повіту Підляського воєводства.
У 1975-1998 роках село належало до Білостоцького воєводства.